# Trolejbusy w Uściu nad Łabą
Trolejbusy w Uściu nad Łabą - sieć trolejbusowa znajdująca się w czeskim mieście Uście nad Łabą.

## Historia

### Pierwotne plany trolejbusowe i rozpoczęcie przewozów
Wprowadzenie trolejbusów w Ujściu rozważano już przed I wojną światową. Miał to być system podobny do tego, jaki istniał w Czeskich Budziejowicach. Plany te nie zostały zrealizowane i dopiero w roku 1969 temat powrócił wraz z likwidacją tramwajów w Uściu. Również i w tym przypadku na planach się skończyło, ponieważ zdecydowano się na rozwój sieci połączeń autobusowych. Do realizacji doszło dopiero w roku 1984, kiedy rozpoczęto realizację trasy Všebořice – centrum – Severní Terasa. Przewozy na nowej linii rozpoczęto cztery lata później, 1 lipca 1988, na odcinku Stříbrníky – centrum – Holoměř. W lutym 1989 doszło do pierwszego rozszerzenia trolejbusowej sieci – uruchomiono odcinek łączący Severní Terasa przez centrum i Holoměř do Všebořice, gdzie została przygotowana do użycia zajezdnia (dotychczas trolejbusy były odstawiane na pętlach). 6 maja tego samego roku doszło do dalszego rozszerzenia sieci; trolejbusy wyjechały na ulicę Roosevelta i Belehradską.

### Dalszy rozwój trolejbusów
Rozbudowa sieci przebiegała także w dalszych latach. Pod koniec roku 1990 sieć do Stříbrníky została przedłużona do Dobětic, a dwa lata później doszło do uruchomienia trolejbusów do Krásnégo Března. W roku 1993 rozpoczęto przewozy do dzielnicy Klíše położonej w zachodniej części miasta. Kolejne rozszerzenie zasięgu komunikacji trolejbusowej miało miejsce w latach 1994 i 1995. Najpierw trolejbusy dojechały do Starych Předlic, a później doszło do otwarcia długiej trasy wzdłuż Łaby do Neštěmic i dalej do Mojžířa na wschodzie miasta. Po tych inwestycjach przez 10 lat nie rozszerzano sieci trolejbusowej w Uściu.

### Trolejbusy w nowym tysiącleciu
Dalsze rozszerzenie sieci trolejbusowej nastąpiło w roku 2004, gdy rozpoczęto przewozy na krótkiej trasie do hipermarketu Globus. Rok później dobudowano trzykilometrowy odcinek z ulicy Vinařská przez Bukov do Severní Terasa. Najnowszą częścią sieci jest trasa na Střekov, która została uruchomiona w grudniu 2007. Dzięki nowemu odcinkowi, zaczynającemu się na Placu Pokoju, przebiegającemu przez most Beneša na Kamenný Vrch i kończącemu się na końcówce Karola IV, sieć trakcyjna wróciła na prawy brzeg Łaby (wcześniej jeździły tu tramwaje). 13 grudnia 2009 sieć trolejbusowa została poprowadzona wokół dworca kolejowego.

## Tabor
Do uruchomienia przewozów dostarczono do Ujścia nad Łabą 5 standardowych trolejbusów Škoda 14Tr. W lipcu 2007 w użyciu pozostaje tylko jeden z nich; resztę sprzedano do węgierskiego Segedynu. Lwią część taboru stanowią przegubowe wozy Škoda 15Tr i ich modernizacja – Škoda 15TrM.
W marcu 2024 we flocie systemu znajdowały się następujące pojazdy:
| Zdjęcie | Typ        | Liczba    |
| ------- | ---------- | --------- |
|         | Škoda 25Tr | 9         |
|         | Škoda 28Tr | 18        |
|         | Škoda 27Tr | 39        |
|         |            | Razem: 66 |

## Linie
Od 1 kwietnia 2024 roku występuje takowa numeracja linii:
| Linia | Trasa                                                                                    | Uwagi                          |
| ----- | ---------------------------------------------------------------------------------------- | ------------------------------ |
| 43    | Severní Terasa – Mírové náměstí – Dobětice točna                                         | Linia nocna                    |
| 46    | Všebořice – Mírové náměstí – Pod Vyhlídkou                                               | Linia nocna                    |
| 70    | (Klíše lázně –) Divadlo – Mírové náměstí – Skalka                                        |                                |
| 71    | Vozovna DP – Klíše lázně – Mírové náměstí – Skalka                                       |                                |
| 72    | Severní Terasa – Mírové náměstí – Globus – (Předlická – ) Staré Předlice                 |                                |
| 73    | Koštov konečná – Trmice, Václavské náměstí – Trmice, Globus – Mírové náměstí – Karla IV. |                                |
| 76    | Všebořice – Mírové náměstí – Žežická                                                     |                                |
| 80    | Mírová – Mírové náměstí – Karla IV.                                                      |                                |
| 84    | Všebořice – Mírové náměstí – Dobětice točna                                              |                                |
| 87    | Mírová – Mírové náměstí – Dobětice točna                                                 | Kursuje tylko w dni powszednie |
| 88    | (Severní Terasa –) Mírová – Mírové náměstí – (Žežická –) Pod Vyhlídkou                   |                                |

## Strony WWW
- Strona DPmUL w serwisie phototrans.cz
- Strona DPmUL